# Виклоу (округ)
Округ Виклоу (енгл. County Wicklow, ир. Contae Chill Mhantáin) је један од 32 историјска округа на острву Ирској, смештен у његовом источном делу, у покрајини Ленстер.
Данас је округ Виклоу један од 26 званичних округа Републике Ирске, као основних управних јединица у држави. Седиште округа је истоимени град Виклоу. Међутим, Виклоу није највећи град у округу - већи градови Бреј, Грејстонс и Арклоу.

## Положај и границе округа
Округ Виклоу се налази у источном делу ирског острва и Републике Ирске и граничи се са:
- север: округ Даблин,
- исток: Ирско море,
- југ: округ Вексфорд,
- југозапад: округ Карлоу,
- запад: округ Килдер.

## Природни услови
Виклоу је по пространству један од средњих ирских округа - заузима 17. место међу 32 округа.
Рељеф: У оквиру округа Виклоу разликују се две целине. Источни део ј приобални, нижи, у виду омањих равница и ниских побрђа до 20 метара надморске висине. Западни део је изразито планине и ту су смештене Виклоу планине, најпространије планинско подручје у држави, висине до 925 метара н.в.
Клима Клима у округу Виклоуу је умерено континентална са изразитим утицајем Атлантика и Голфске струје. Стога град одликује блага и веома променљива клима.
Воде: Округ Виклоу има дугу обалу на истоку ка Ирском мору. Обала је са много песковитих плажа. Најважније реке у округу су Лифи, Вертри и Авока. У округу постоји и низ малих, али прилично бројних језера, смештених у планинском подручју.

## Становништво
По подацима са Пописа 2011. године на подручју округа Виклоу живело је преко 135 хиљада становника, већином етничких Ираца. Ово је за 10% више него на Попису 1841. године, пре Ирске глади и великог исељавања Ираца у Америку. Међутим, последње три деценије број становника округа расте по изузетној стопи од близу 2% годишње.
Густина насељености - Округ Виклоу има густину насељености од око 67 ст./км², што је нешто више од државног просека (око 60 ст./км²). Источни, приобални део округа је је много боље насељен него западно планинско подручје, које је у неким деловима готово пусто.
Језик: У целом округу се равноправно користе енглески и ирски језик.